# Ван Люї
Ван Люї (16 січня 1997) — китайська синхронна плавчиня.
Чемпіонка світу з водних видів спорту 2017, 2022 років.
Переможниця Азійських ігор 2018 року.